# Гянджлик (футбольный клуб)
«Гянджлик» — советский футбольный клуб из Баку. Основан не позднее 1980 года. В первенстве СССР выступал в 1985, 1986 и 1990 годах.

## Достижения
- В первенстве СССР — 6-е место в зональном турнире второй лиги (1985)
- Чемпион Азербайджанской ССР (1981)
- Обладатель Кубка Азербайджанской ССР (1981, 1982, 1989)

## Известные игроки
- Абушев, Расим Фарзи оглы;
- Алиев, Назим;
- Диниев, Шахин Хадакерим оглы.